# Port lotniczy Meixian
Port lotniczy Meixian (IATA: MXZ, ICAO: ZGMX) – port lotniczy położony w Meizhou, w prowincji Guangdong, w Chińskiej Republice Ludowej.

## Linie lotnicze i połączenia
| Linia Lotnicza          | Kierunek                             |
| ----------------------- | ------------------------------------ |
| China Express Airlines  | 1. Chongqing 2. Guiyang 3. Zhanjiang |
| China Southern Airlines | 1. Changsha 2. Guangzhou             |